# Tibério Petásio
Tibério Petásio (em latim: Tiberius Petasius) foi um usurpador bizantino na Itália ca. 729 e 730. Nada de sabe sobre o começo de sua vida, mas jugando pelo seu nome latino "Petásio", ele era um nativo da Itália. Assumiu a púrpura ca. 729, quando grande parte da Itália bizantina e o resto do império rebelou-se contra as políticas iconoclastas do imperador Leão III, o Isauro (r. 717–741). Ele pode ter sido escolhido por assembleias italianas locais com a intenção de, eventualmente, tomar o poder em Constantinopla, mas as falhas revoltas da Grécia desencorajaram os italianos. Seu poder parece ter sido centrado em torno da área de Roma. Seu poder veio ao fim por volta de 730 quando foi derrotado pelo exarca de Ravena Eutíquio com ajuda do papa Gregório II e morto em Monterano, com sua cabeça enviada à Leão III como um presente.